# Королевский дворец в Осло
Короле́вский дворе́ц в О́сло (норв. Slottet, Det kongelige slott) — официальная резиденция норвежских монархов. Дворец построен в первой половине XIX века для короля Карла XIV Юхана, правившего в Норвегии и Швеции. Расположен в конце улицы Карла-Юхана и окружён королевским сквером и королевским парком в 22 га, открытым для публики.

## История
До завершения строительства дворца члены королевской семьи Норвегии жили в Пале, особняке в Кристиании, который богатый купец Бернт Анкер завещал государству в 1805 году для использования в качестве королевской резиденции. В последние годы союза с Данией Пале использовался наместниками Норвегии, а в 1814 году перешёл к королю независимой Норвегии Кристиану VIII. Будучи кронпринцем, в особняке жил Карл Юхан из дома Бернадотов; позже уже как король он останавливался здесь во время частых визитов в свою норвежскую столицу.

### Строительство
В 1821 году Карл Юхан поручил спроектировать новый дворец офицеру и неопытному архитектору-датчанину Хансу Линстоу. Работы начались в 1824 году, и 1 октября 1825 года Карл Юхан заложил первый камень под алтарем будущей дворцовой часовни. Первоначально Линстоу планировал построить только два этажа с двумя жилыми крыльями по обе стороны от главного фасада.
Бюджет был сильно превышен; строительство прекратилось в 1827 году, и возобновилось лишь в 1833 году. В 1833 году Линстоу создал менее затратный проект дворца без крыльев, но с третьим этажом. Крыша была завершена в 1836 году, а внутренняя отделка — в конце 1840-х годов. В 1844 году была освящена дворцовая часовня.

### Правление Бернадотов
Карл Юхан так и не успел пожить в новом дворце до своей смерти в 1844 году, а его первыми обитателями стал его сын Оскар I и его супруга королева Жозефина. Вскоре стало понятно, что королевской семье нужна была более просторная резиденция, и дворец был расширен. Перед официальном открытии дворца в 1849 году была вновь введена центральная колоннада, которая была убрана из проекта в 1833 году, а временная крутая крыша была заменена более элегантной и дорогой плоской крышей.
Следующие короли из династии Бернадотов Карл IV и Оскар II продолжали использовать Королевский дворец в Кристиании, но большую часть времени проводили в Стокгольме. Жена короля Оскара София Нассауская предпочитала проводить лето в Норвегии, но в основном оставалась в усадьбе Скиннарбёль недалеко от шведской границы. Оскар II не жил во дворце в 1905 году, когда распался союз со Швецией, но его сын, тогдашний наследный принц Густав, нанёс два коротких визита в тщетных попытках спасти союз.

### Официальная королевская резиденция
Бернадоты утратили норвежский престол в 1905 году; королём стал датский принц Карл, который принял имя Хокон VII. Хаакон стал первым монархом, который стал использовать дворец в качестве постоянной резиденции. Здание ремонтировалось два года, прежде чем король со своей супругой королевой Мод смогли сюда переехать. Хокон был первым монархом, который приветствовал детский парад с балкона дворца во время празднования дня Конституции Норвегии в Осло. Также король Хокон VII в 1905 году ввел традицию еженедельных встреч с правительством в тронном зале дворца.

## Галерея в конюшне королевы Сони
В 2017 году бывшие дворцовые конюшни были отремонтированы и превращены в многоцелевое художественное заведение под названием Галерея в конюшне королевы Сони. Здание стало открыто для публики и используется как художественная галерея, музей и концертный зал.